# Dix-huitième district congressionnel de l'Illinois
Le 18e district congressionnel de l'Illinois couvrait le centre et l'ouest de l'Illinois, y compris tout Jacksonville et Quincy et certaines parties de Bloomington, Peoria et Springfield. Il était représenté pour la dernière fois par le Républicain Darin LaHood, qui a pris ses fonctions en septembre 2015 à la suite d'une élection spéciale.
Le Républicain Aaron Schock a précédemment représenté le district de janvier 2009 jusqu'à sa démission en mars 2015. Darin LaHood est le fils du prédécesseur de Schock, Ray LaHood, et a été réélu en 2016, 2018 et 2020.
Abraham Lincoln a servi une grande partie de la zone qui se trouve maintenant dans le 18e district pendant un seul mandat; il était numéroté comme le 7e district à l'époque. Il contient également la majeure partie du territoire représenté par le futur Chef de la minorité au Sénat des États-Unis, Everett Dirksen (1933-1949, alors qu'il s'agissait du 16e district) et le chef de longue date de la minorité à la Chambre, Bob Michel (1957-1995).
De 1949 à 2015, le district était toujours représenté par un participant ou un diplômé de l'Université Bradley. En raison de la redistribution après le recensement américain de 2020, le 18e district a été éliminé avant les élections de 2022.

## Géographie
Le district couvrait des parties des comtés de McLean, Peoria, Sangamon, Stark et Tazewell, et tous les comtés d'Adams, Brown, Cass, Hancock, Logan, Marshall, Mason, McDonough, Menard, Morgan, Pike, Schuyler, Scott et Woodford, à partir de le redécoupage de 2011 qui a suivi le recensement de 2010. Tout ou partie de Bloomington, Chatham, Jacksonville, Lincoln, Macomb, Morton, Normal, Peoria, Quincy et Springfield sont inclus. Les représentants de ces districts ont été élus lors des élections primaires et générales de 2012, et les limites sont entrées en vigueur le 5 janvier 2013.

### Future
En raison de la perte de population de l'Illinois lors du recensement américain de 2020, le district a été éliminé en janvier 2023.

## Historique de vote
| Année | Poste     | Résultats       |
| ----- | --------- | --------------- |
| 2000  | Président | Bush 54 – 43%   |
| 2004  | Président | Bush 58 – 42%   |
| 2008  | Président | McCain 54 – 44% |
| 2012  | Président | Romney 61 – 37% |
| 2016  | Président | Trump 61 – 33%  |
| 2020  | Président | Trump 60 – 36%  |

## Liste des Représentants du district
| Membre                              | Parti       | Années                             | Congrès     | Histoire électorale |
| ----------------------------------- | ----------- | ---------------------------------- | ----------- | --- |
| District établit le 4 mars 1873     |             |                                    |             | |
| Isaac Clements (en)                 | Républicain | 4 mars 1873 - 3 mars 1875          | 43e         | Élu en 1872. Perds sa réélection. |
| William Hartzell (en)               | Démocrate   | 4 mars 1875 - 3 mars 1879          | 44e , 45e   | Élu en 1874. Réélu en 1876. Retrait. |
| John R. Thomas (en)                 | Républicain | 4 mars 1879 - 3 mars 1883          | 46e , 47e   | Élu en 1878. Réélu en 1880. Redécoupage vers le 20e district. |
| William R. Morrison (en)            | Démocrate   | 4 mars 1883 - 3 mars 1887          | 48e , 49e   | Redécoupage depuis le 17e et réélu en 1882. Réélu en 1884. Perd sa réélection. |
| Jehu Baker (en)                     | Républicain | 4 mars 1887 - 3 mars 1889          | 50e         | Élu en 1886. Perd sa réélection. |
| William S. Forman (en)              | Démocrate   | 4 mars 1889 - 3 mars 1895          | 51e - 53e   | Élu en 1888. Réélu en 1890. Réélu en 1892. Retrait. |
| Frederick Remann (en)               | Républicain | 4 mars 1895 - 14 juillet 1895      | 54e         | Élu en 1894. Décès. |
| Vacant                              | Vacant      | 14 juillet 1895 - 2 décembre 1895  | 54e         | |
| William F. L. Hadley (en)           | Républicain | 2 décembre 1895 - 3 mars 1897      | 54e         | Élu pour terminer le mandat de Remann. Perd sa réélection. |
| Thomas M. Jett (en)                 | Démocrate   | 4 mars 1897 - 3 mars 1903          | 55e - 57e   | Élu en 1896. Réélu en 1898. Réélu en 1900. Retrait. |
| Joseph G. Cannon (en)               | Républicain | 4 mars 1903 - 3 mars 1913          | 58e - 62e   | Redécoupage depuis le 12e district et réélu en 1902. Réélu en 1904. Réélu en 1906. Réélu en 1908. Réélu en 1910. Perds sa réélection. |
| Frank T. O'Hair (en)                | Démocrate   | 4 mars 1913 - 3 mars 1915          | 63e         | Élu en 1912. Perd sa réélection. |
| Joseph G. Cannon (en)               | Républicain | 4 mars 1915 - 3 mars 1923          | 64e - 67e   | Élu en 1914. Réélu en 1916. Réélu en 1918. Réélu en 1920. Retrait. |
| William P. Holaday (en)             | Républicain | 4 mars 1923 - 3 mars 1933          | 68e - 72e   | Élu en 1922. Réélu en 1924. Réélu en 1926. Réélu en 1928. Réélu en 1930. |
| James A. Meeks (en)                 | Démocrate   | 4 mars 1933 - 3 janvier 1939       | 73e - 75e   | Élu en 1932. Réélu en 1934. Réélu en 1936. Perds sa réélection. |
| Jessie Sumner (en)                  | Républicain | 3 janvier 1939 - 3 janvier 1947    | 76e - 79e   | Élu en 1938. Réélu en 1940. Réélu en 1942. Réélu en 1944. Retrait. |
| Edward H. Jenison (en)              | Républicain | 3 janvier 1947 - 3 janvier 1949    | 80e         | Élu en 1946. Redécoupage vers le 23e district. |
| Harold H. Velde (en)                | Républicain | 3 janvier 1949 - 3 janvier 1957    | 81e - 84e   | Élu en 1948. Réélu en 1950. Réélu en 1952. Réélu en 1954. Retrait. |
| Robert H. Michel                    | Républicain | 3 janvier 1957 - 3 janvier 1995    | 85e - 103e  | Élu en 1956. Réélu en 1958. Réélu en 1960. Réélu en 1962. Réélu en 1964. Réélu en 1966. Réélu en 1968. Réélu en 1970. Réélu en 1972. Réélu en 1974. Réélu en 1976. Réélu en 1978. Réélu en 1980. Réélu en 1982. Réélu en 1984. Réélu en 1986. Réélu en 1988. Réélu en 1990. Réélu en 1992. Retrait. |
| Ray LaHood                          | Républicain | 3 janvier 1995 - 3 janvier 2009    | 104e - 110e | Élu en 1994. Réélu en 1996. Réélu en 1998. Réélu en 2000. Réélu en 2002. Réélu en 2004. Réélu en 2006. Retrait. |
| Aaron Schock                        | Républicain | 3 janvier 2009 - 31 mars 2015      | 111e - 114e | Élu en 2008. Réélu en 2010. Réélu en 2012. Réélu en 2014. Démissionne. |
| Vacant                              | Vacant      | 31 mars 2015 - 10 septembre 2015   | 114e        | |
| Darin LaHood                        | Républicain | 10 septembre 2015 - 3 janvier 2023 | 114e - 117e | Élu pour terminer le mandat de Shock. Réélu en 2016. Réélu en 2018. Réélu en 2020. Redécoupage vers le 16e district. |
| District supprimé le 3 janvier 2023 |             |                                    |             | |

## Résultats des récentes élections
Voici les résultats des dix précédents cycles électoraux dans le district.

### 2002
Ray LaHood (R), le Représentant sortant n'a pas eu d'opposant lors de cette élection.

## Historique des bordures du district

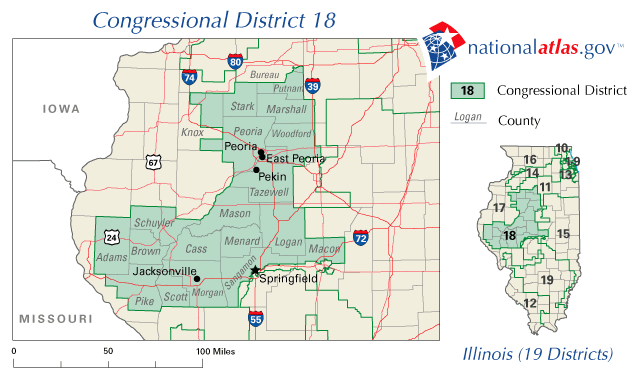
2003 - 2013

### 2004
| Élection de 2004 du 18e district congressionnel de l'Illinois | Élection de 2004 du 18e district congressionnel de l'Illinois | Élection de 2004 du 18e district congressionnel de l'Illinois | Élection de 2004 du 18e district congressionnel de l'Illinois | Élection de 2004 du 18e district congressionnel de l'Illinois |
| ------------------------------------------------------------- | ------------------------------------------------------------- | ------------------------------------------------------------- | ------------------------------------------------------------- | ------------------------------------------------------------- |
| Parti                                                         | Parti                                                         | Candidat                                                      | Votes                                                         | %                                                             |
|                                                               | Républicain                                                   | Ray LaHood (sortant)                                          | 216 047                                                       | 70,2                                                          |
|                                                               | Démocrate                                                     | Steve Waterworth                                              | 91 548                                                        | 29,8                                                          |
| Total des votes                                               | Total des votes                                               | Total des votes                                               | 307 595                                                       | 100%                                                          |
|                                                               | Les Républicains conservent                                   |                                                               |                                                               |                                                               |

### 2006
| Élection de 2006 du 18e district congressionnel de l'Illinois | Élection de 2006 du 18e district congressionnel de l'Illinois | Élection de 2006 du 18e district congressionnel de l'Illinois | Élection de 2006 du 18e district congressionnel de l'Illinois | Élection de 2006 du 18e district congressionnel de l'Illinois |
| ------------------------------------------------------------- | ------------------------------------------------------------- | ------------------------------------------------------------- | ------------------------------------------------------------- | ------------------------------------------------------------- |
| Parti                                                         | Parti                                                         | Candidat                                                      | Votes                                                         | %                                                             |
|                                                               | Républicain                                                   | Ray LaHood (sortant)                                          | 150 194                                                       | 67,3                                                          |
|                                                               | Démocrate                                                     | Steve Waterworth                                              | 73 052                                                        | 32,7                                                          |
| Total des votes                                               | Total des votes                                               | Total des votes                                               | 223 246                                                       | 100%                                                          |
|                                                               | Les Républicains conservent                                   |                                                               |                                                               |                                                               |

### 2008
| Élection de 2008 du 18e district congressionnel de l'Illinois | Élection de 2008 du 18e district congressionnel de l'Illinois | Élection de 2008 du 18e district congressionnel de l'Illinois | Élection de 2008 du 18e district congressionnel de l'Illinois | Élection de 2008 du 18e district congressionnel de l'Illinois |
| ------------------------------------------------------------- | ------------------------------------------------------------- | ------------------------------------------------------------- | ------------------------------------------------------------- | ------------------------------------------------------------- |
| Parti                                                         | Parti                                                         | Candidat                                                      | Votes                                                         | %                                                             |
|                                                               | Républicain                                                   | Aaron Schock                                                  | 182 589                                                       | 58,9                                                          |
|                                                               | Démocrate                                                     | Colleen Callahan                                              | 117 642                                                       | 37,9                                                          |
|                                                               | Vert                                                          | Sheldon Schafer                                               | 9857                                                          | 3,2                                                           |
| Total des votes                                               | Total des votes                                               | Total des votes                                               | 310 088                                                       | 100%                                                          |
|                                                               | Les Républicains conservent                                   |                                                               |                                                               |                                                               |

### 2010
| Élection de 2010 du 18e district congressionnel de l'Illinois | Élection de 2010 du 18e district congressionnel de l'Illinois | Élection de 2010 du 18e district congressionnel de l'Illinois | Élection de 2010 du 18e district congressionnel de l'Illinois | Élection de 2010 du 18e district congressionnel de l'Illinois |
| ------------------------------------------------------------- | ------------------------------------------------------------- | ------------------------------------------------------------- | ------------------------------------------------------------- | ------------------------------------------------------------- |
| Parti                                                         | Parti                                                         | Candidat                                                      | Votes                                                         | %                                                             |
|                                                               | Républicain                                                   | Aaron Schock (sortant)                                        | 152 868                                                       | 69,1                                                          |
|                                                               | Démocrate                                                     | Deidre "D.K." Hirner                                          | 57 046                                                        | 25,8                                                          |
|                                                               | Vert                                                          | Sheldon Schafer                                               | 11 256                                                        | 5.1                                                           |
| Total des votes                                               | Total des votes                                               | Total des votes                                               | 221 170                                                       | 100%                                                          |
|                                                               | Les Républicains conservent                                   |                                                               |                                                               |                                                               |

### 2012
| Élection de 2012 du 18e district congressionnel de l'Illinois | Élection de 2012 du 18e district congressionnel de l'Illinois | Élection de 2012 du 18e district congressionnel de l'Illinois | Élection de 2012 du 18e district congressionnel de l'Illinois | Élection de 2012 du 18e district congressionnel de l'Illinois |
| ------------------------------------------------------------- | ------------------------------------------------------------- | ------------------------------------------------------------- | ------------------------------------------------------------- | ------------------------------------------------------------- |
| Parti                                                         | Parti                                                         | Candidat                                                      | Votes                                                         | %                                                             |
|                                                               | Républicain                                                   | Aaron Schock (sortant)                                        | 244 467                                                       | 74,2                                                          |
|                                                               | Démocrate                                                     | Steve Waterworth                                              | 85 164                                                        | 25,8                                                          |
| Total des votes                                               | Total des votes                                               | Total des votes                                               | 329 631                                                       | 100%                                                          |
|                                                               | Les Républicains conservent                                   |                                                               |                                                               |                                                               |

### 2014
| Élection de 2014 du 18e district congressionnel de l'Illinois | Élection de 2014 du 18e district congressionnel de l'Illinois | Élection de 2014 du 18e district congressionnel de l'Illinois | Élection de 2014 du 18e district congressionnel de l'Illinois | Élection de 2014 du 18e district congressionnel de l'Illinois |
| ------------------------------------------------------------- | ------------------------------------------------------------- | ------------------------------------------------------------- | ------------------------------------------------------------- | ------------------------------------------------------------- |
| Parti                                                         | Parti                                                         | Candidat                                                      | Votes                                                         | %                                                             |
|                                                               | Républicain                                                   | Aaron Schock (sortant)                                        | 184 636                                                       | 74,7                                                          |
|                                                               | Démocrate                                                     | Darrel Miller                                                 | 62 377                                                        | 25,3                                                          |
| Total des votes                                               | Total des votes                                               | Total des votes                                               | 247 013                                                       | 100%                                                          |
|                                                               | Les Républicains conservent                                   |                                                               |                                                               |                                                               |

### 2015 (Spéciale)
| Élection Spéciale de 2015 du 18e district congressionnel de l'Illinois, | Élection Spéciale de 2015 du 18e district congressionnel de l'Illinois, | Élection Spéciale de 2015 du 18e district congressionnel de l'Illinois, | Élection Spéciale de 2015 du 18e district congressionnel de l'Illinois, | Élection Spéciale de 2015 du 18e district congressionnel de l'Illinois, |
| ----------------------------------------------------------------------- | ----------------------------------------------------------------------- | ----------------------------------------------------------------------- | ----------------------------------------------------------------------- | ----------------------------------------------------------------------- |
| Parti                                                                   | Parti                                                                   | Candidat                                                                | Votes                                                                   | %                                                                       |
|                                                                         | Républicain                                                             | Darin LaHood                                                            | 33 319                                                                  | 68,8                                                                    |
|                                                                         | Démocrate                                                               | Robert Mellon                                                           | 15 127                                                                  | 31.2                                                                    |
| Total des votes                                                         | Total des votes                                                         | Total des votes                                                         | 48 446                                                                  | 100%                                                                    |
|                                                                         | Les Républicains conservent                                             |                                                                         |                                                                         |                                                                         |

### 2016
| Élection de 2016 du 18e district congressionnel de l'Illinois | Élection de 2016 du 18e district congressionnel de l'Illinois | Élection de 2016 du 18e district congressionnel de l'Illinois | Élection de 2016 du 18e district congressionnel de l'Illinois | Élection de 2016 du 18e district congressionnel de l'Illinois |
| ------------------------------------------------------------- | ------------------------------------------------------------- | ------------------------------------------------------------- | ------------------------------------------------------------- | ------------------------------------------------------------- |
| Parti                                                         | Parti                                                         | Candidat                                                      | Votes                                                         | %                                                             |
|                                                               | Républicain                                                   | Darin LaHood (sortant)                                        | 250 506                                                       | 72,1                                                          |
|                                                               | Démocrate                                                     | Junius Rodriguez                                              | 96 770                                                        | 27,9                                                          |
| Total des votes                                               | Total des votes                                               | Total des votes                                               | 347 283                                                       | 100%                                                          |
|                                                               | Les Républicains conservent                                   |                                                               |                                                               |                                                               |

### 2018
| Élection de 2018 du 18e district congressionnel de l'Illinois | Élection de 2018 du 18e district congressionnel de l'Illinois | Élection de 2018 du 18e district congressionnel de l'Illinois | Élection de 2018 du 18e district congressionnel de l'Illinois | Élection de 2018 du 18e district congressionnel de l'Illinois |
| ------------------------------------------------------------- | ------------------------------------------------------------- | ------------------------------------------------------------- | ------------------------------------------------------------- | ------------------------------------------------------------- |
| Parti                                                         | Parti                                                         | Candidat                                                      | Votes                                                         | %                                                             |
|                                                               | Républicain                                                   | Darin LaHood (sortant)                                        | 195 927                                                       | 67,2                                                          |
|                                                               | Démocrate                                                     | Junius Rodriguez                                              | 95 486                                                        | 32,8                                                          |
| Total des votes                                               | Total des votes                                               | Total des votes                                               | 291 413                                                       | 100%                                                          |
|                                                               | Les Républicains conservent                                   |                                                               |                                                               |                                                               |

### 2020
| Élection de 2020 du 18e district congressionnel de l'Illinois, | Élection de 2020 du 18e district congressionnel de l'Illinois, | Élection de 2020 du 18e district congressionnel de l'Illinois, | Élection de 2020 du 18e district congressionnel de l'Illinois, | Élection de 2020 du 18e district congressionnel de l'Illinois, |
| -------------------------------------------------------------- | -------------------------------------------------------------- | -------------------------------------------------------------- | -------------------------------------------------------------- | -------------------------------------------------------------- |
| Parti                                                          | Parti                                                          | Candidat                                                       | Votes                                                          | %                                                              |
|                                                                | Républicain                                                    | Darin LaHood (sortant)                                         | 261 840                                                        | 70,4                                                           |
|                                                                | Démocrate                                                      | George Petrilli                                                | 110 039                                                        | 29,6                                                           |
| Total des votes                                                | Total des votes                                                | Total des votes                                                | 371 879                                                        | 100%                                                           |
|                                                                | Les Républicains conservent                                    |                                                                |                                                                |                                                                |